# بلبل منقط برتقالي
بلبل منقط برتقالي (الاسم العلمي: Pycnonotus bimaculatus) (بالإنجليزية: Orange-spotted Bulbul)‏ هو نوع من الطيور يتبع جنس البلبل من فصيلة البلابل.